# Juazeiro do Norte
Juazeiro do Norte város Brazíliában, Ceará államban. Lakosainak száma 286 120 fő (2022). Juazeiro do Norte Barbalha, Caririaçú, Crato és Missão Velha községekkel határos.

## Népesség
A település népességének változása:
| Lakosok száma | 212 133 | 249 939 | 276 264 | 278 264 | 286 120 |
|               | 2000    | 2010    | 2020    | 2021    | 2022    |